# Ponto vernal
Em astronomia, o ponto vernal é o ponto da esfera celeste determinado pela posição do sol quando esse, movendo-se pela eclíptica, cruza o equador celeste - em proximidade ou no dia 21 de março - determinando o equinócio de primavera para o hemisfério norte e o de outono para o hemisfério sul. Apesar de localizar-se hoje, devido à precessão dos equinócios, na constelação de peixes, é também conhecido como Primeiro Ponto de Áries ou ainda como ponto gama ({\displaystyle \gamma }).

Ponto Áries ou Equinócio vernal

A precessão do ponto de equinócio deve-se à precessão do eixo de rotação da Terra, cujo período é de cerca de 25 800 anos. O ponto vernal não é assim fixo na esfera celeste, movendo-se entre as constelações da eclíptica e completando um ciclo em igual período.
Os círculos do equador celeste e da eclíptica cortam-se em dois pontos: o ponto vernal e sua antípoda, o ponto de libra, hoje em verdade um ponto na constelação de virgem. O primeiro deles é o ponto pelo qual a trajetória aparente do sol passa quando vai do hemisfério celeste sul para o norte, o que ocorre por volta do dia 21 de março, marcando o início do da primavera no hemisfério norte e do outono no hemisfério sul. O sol encontra-se no ponto de libra no equinócio de outono no hemisfério norte e de primavera no hemisfério sul, o que ocorre por volta do dia 23 de setembro de cada ano. 
O ponto vernal é de particular importância pois nos sistemas de coordenadas celestes, o ponto vernal indica tanto a origem da contagem da ascensão reta - no sistema equatorial - quanto da contagem de longitude eclíptica - no sistema eclíptico.